# Кажанна
Ганна Вячеславівна Макієнко, відома під псевдонімом Кажанна (нар. 25 травня 2001) — українська співачка, блогерка та авторка пісень.

## Біографія
Народилася 25 травня 2001 року у Полтаві. Вперше стала відома у ТікТоці. У 2023 розпочала музичну кар'єру з синглу «Простиня мого діда», який не задумувався як повноцінна пісня. Кажанна записала гумористичне відео у ТікТок з відрізком цієї пісні, а один з глядачів зробив ремікс.
Кажанна встигла поспівпрацювати з TUMAZAR над піснею «Плач».
3 грудня 2024 року вийшов дебютний альбом співачки «Рукокрила» на лейблі «Nova Music», а також відбувся перший сольний концерт в Києві.
11 грудня 2024 року отримала нагороду «Empowering women's voices» на конкурсі «Megogo Music Awards 2024».

## Список пісень Ганни Макієнко (Кажанна)
У творчості Ганни звучить емоційна глибина та індивідуальність, які роблять її музику неповторною. Нижче наведено список її відомих композицій:
Простиня мого діда (2023 рік)
Ти гірка (2023 рік)
Плач (2023 рік)
ПАЗЛ (2023 рік)
Шиншила (2024 рік)